# Józef Kalandyk
Józef Kalandyk (ur. 22 lutego 1898 w Niechobrzu, zm. 20 stycznia 1952 w Warszawie) – żołnierz Legionów Polskich, armii austriackiej, oficer Wojska Polskiego w II Rzeczypospolitej, dwukrotny kawaler Orderu Virtuti Militari.

## Życiorys
Urodził się 22 lutego 1898 w Niechobrzu, w rodzinie Stanisława i Katarzyny z Rzepków. Ukończył 6 klas gimnazjum klasycznego w Rzeszowie.
25 sierpnia 1914 wstąpił do Legionów Polskich i otrzymał pierwszy przydział do 2 pułku piechoty. Od 1915 walczył w szeregach I Brygady Legionów. Po kryzysie przysięgowym został wcielony do armii austriackiej, wysłany na front włoski i tam walczył w szeregach austriackich 20 pp, 46 pp i 40 pp. W sierpniu 1918 skierowany został do Oficerskiej Szkoły XV Korpusu w Mürzzuschlag k. Wiednia.
W listopadzie 1918 wstąpił do odrodzonego Wojska Polskiego, awansował na stopień podporucznika i został skierowany do 23 pułku piechoty na stanowisko dowódcy 6. kompanii. Walczył na froncie polsko-ukraińskim i polsko-bolszewickim. W maju 1920 w bitwie pod Ambrozyjkami, siłami jednej kompanii zatrzymał atak wielokrotnie silniejszego przeciwnika i odrzucił go daleko w tył, ratując swym czynem mocno zagrożony odcinek. Za czyn ten odznaczony został Krzyżem Srebrnym Orderu Virtuti Militari.
Po wojnie pozostał w zawodowej służbie wojskowej i nadal pełnił służbę w 23 pułku piechoty. W latach 1922–1927 był wykładowcą w Centralnej Szkole Strzelniczej w Toruniu, pozostając oficerem nadetatowym 59 pułku piechoty w Inowrocławiu. W maju 1927 został przeniesiony do Departamentu Piechoty MSWojsk. na stanowisko referenta uzbrojenia. 18 lutego 1928 został mianowany majorem ze starszeństwem z 1 stycznia 1928 i 183. lokatą w korpusie oficerów piechoty. W marcu 1931 został przeniesiony do 21 pułku piechoty w Warszawie na stanowisko dowódcy batalionu. W marcu 1932 został przeniesiony do Korpusu Ochrony Pogranicza i wyznaczony na stanowisko dowódcy batalionu KOP „Czortków”. 24 stycznia 1934 został awansowany na podpułkownika ze starszeństwem z 1 stycznia 1934 i 16. lokatą w korpusie oficerów piechoty. Następnie został wyznaczony na stanowisko komendanta Centralnej Szkoły Podoficerów KOP w Osowcu. Od września 1938 był zastępcą dowódcy 40 pułku piechoty (40 pp), a 10 marca 1939 został jego dowódcą . 
Na czele 40 pp walczył w obronie Warszawy we wrześniu 1939 roku. Był jednocześnie dowódcą odcinka „Zachód” (dzielnice Wola i Ochota). W „uznaniu zasług i wykazane męstwo” dowódca Armia „Warszawa” gen. dyw. Juliusz Rómmel odznaczył go Krzyżem Złotym Orderu Virtuti Militari. Za zasługi na polu walki został także mianowany pułkownikiem. 
Po kapitulacji stolicy dostał się do niewoli niemieckiej. Przebywał w obozach jenieckich X A Itzehoe, Sandbostel i II C Woldenberg.

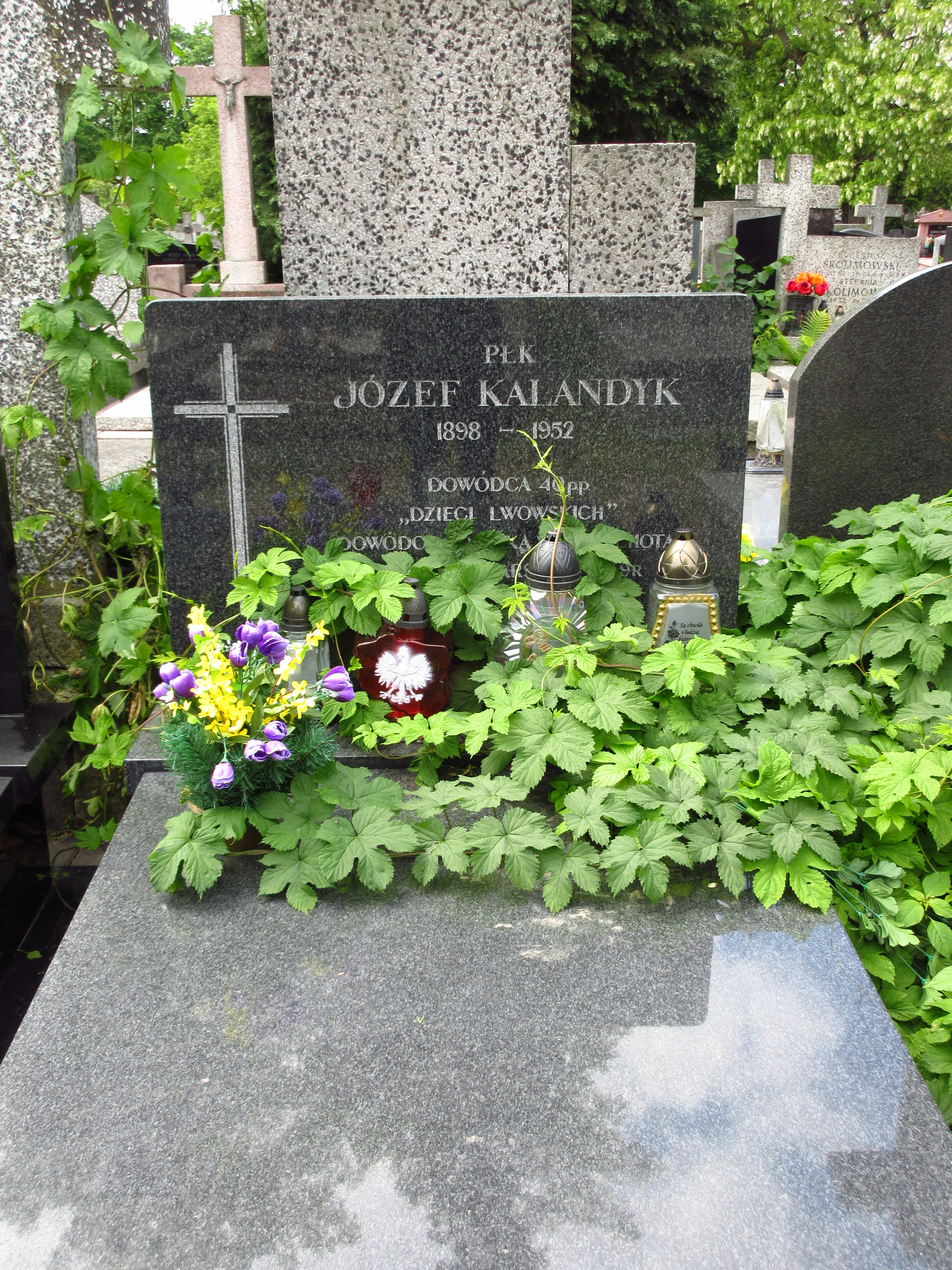
Grób pułkownika Józefa Kalandyka na cmentarzu Bródnowskim

Po wyzwoleniu pracował w agencji morskiej w Gdyni. W 1949 przeprowadził się do Warszawy i tam zmarł. Pochowany na cmentarzu Bródnowskim (kwatera 71F-I-6). 

## Życie prywatne
Był żonaty z Haliną Łopińską, z którą miał syna Kazimierza (1927–2007) , uczestnika powstania warszawskiego.

## Ordery i odznaczenia
- Krzyż Złoty Orderu Wojennego Virtuti Militari (29 września 1939)[10]
- Krzyż Srebrny Orderu Wojskowego Virtuti Militari nr 3654 (1921)[14]
- Krzyż Niepodległości (16 września 1931)[15]
- Krzyż Kawalerski Orderu Odrodzenia Polski (11 listopada 1936)[16][17]
- Krzyż Walecznych (trzykrotnie)
- Złoty Krzyż Zasługi (10 listopada 1928)[18]
- Medal Pamiątkowy za Wojnę 1918–1921
- Medal Dziesięciolecia Odzyskanej Niepodległości
- Odznaka za Rany i Kontuzje (3)
- Medal 10 Rocznicy Wojny Niepodległościowej (Łotwa, 1929)[19]

## Upamiętnienie
18 września 2021 pod Krzyżem Milenijnym w Niechobrzu zostały odsłonięte tablice upamiętniające ppłk. Józefa Kalandyka oraz kpt. Stanisława Kawę (1915–1988).